# Черевич
Черевич (серб. Черевић) — село в Сербії, належить до общини Беочин Південно-Бацького округу в багатоетнічному, автономному краю Воєводина.

## Населення
Населення села становить 2869 осіб (2002, перепис), з них:
- серби — 2288 — 80,96%;
- хорвати — 169 — 5,98%;

Решту жителів  — з десяток різних етносів, зокрема: хорвати, албанці, словаки і два десятка русинів-українців.